# Rosie Walker
Rosie Walker (17 luglio 1957) è un'ex cestista statunitense.

## Carriera
Con gli Stati Uniti ha disputato i Campionati del mondo del 1979 e di Giochi panamericani di San Juan 1979.